# Dendropsophus riveroi
Dendropsophus riveroi es una especie de anfibios de la familia Hylidae.
Habita en Bolivia, Brasil, Colombia, Ecuador y Perú.
Sus hábitats naturales incluyen bosques tropicales o subtropicales secos y a baja altitud, pantanos, marismas intermitentes de agua dulce, pastos, jardines rurales y zonas previamente boscosas ahora muy degradadas.